# 恩特雷里奥斯 (科恰班巴省)
恩特雷里奥斯是玻利維亞的城鎮，由科恰班巴省負責管轄，位於該國中部，距離首府科恰班巴265公里，海拔高度240米，每年平均降雨量1,700毫米，2010年人口5,080。

## 外部連結
- Map of Carrasco Province